# Cam Stewart
Cameron G. „Cam“ Stewart (* 18. September 1971 in Kitchener, Ontario) ist ein ehemaliger kanadischer Eishockeyspieler und -trainer, der im Verlauf seiner aktiven Karriere zwischen 1990 und 2001 unter anderem 215 Spiele für die Boston Bruins, Florida Panthers und Minnesota Wild in der National Hockey League (NHL) auf der Position des linken Flügelstürmers bestritten hat. Seinen größten Karriereerfolg feierte Stewart jedoch in Diensten der Houston Aeros mit dem Gewinn des Turner Cups der International Hockey League (IHL) im Jahr 1999. Anschließend arbeitete er kurzzeitig als Trainer in der American Hockey League (AHL).

## Karriere
Stewart spielte im Juniorenbereich zunächst zwischen 1988 und 1990 für die Elmira Sugar Kings in der unterklassigen Mid-West Junior Hockey League (MWJHL) und wurde während seiner Zeit im NHL Entry Draft 1990 in der dritten Runde an 63. Position von den Boston Bruins aus der National Hockey League (NHL) ausgewählt. Dafür hatte sich der Flügelstürmer mit 138 Scorerpunkten in 46 Saisoneinsätzen empfohlen. Statt jedoch im Anschluss an den Draft in den Profibereich zu wechseln, entschied sich der kurz vor seinem 19. Geburtstag stehende Stewart ein Studium an der University of Michigan zu beginnen. In den folgenden drei Jahren lief er parallel dazu für das Universitätsteam, die Wolverines, in der Central Collegiate Hockey Association (CCHA), einer Division im Spielbetrieb der National Collegiate Athletic Association (NCAA), auf. Das Studium beendete der Kanadier jedoch nicht, da er bereits nach seinem dritten Jahr in den Profibereich wechselte, nachdem er einen Vertrag bei den Boston Bruins unterzeichnet hatte.
Mit Beginn der Saison 1993/94 pendelte Stewart für die folgenden vier Spielzeiten stets zwischen dem NHL-Kader Bostons und dem des Farmteams Providence Bruins aus der American Hockey League (AHL). Im Verlauf der Spielzeit 1996/97 absolvierte er zudem einige Partien für die Cincinnati Cyclones in der International Hockey League (IHL). Nachdem sein Vertrag seitens der Bruins nicht über die Saison 1996/97 hinaus verlängert worden war, schloss sich der Angreifer im Sommer 1997 den Houston Aeros an, die ebenso wie Cincinnati in der IHL beheimatet waren. Er verbrachte zwei Spielzeiten dort und feierte in der Saison 1998/99 mit dem Gewinn des Turner Cups seinen größten Karriereerfolg. Mit 15 Scorerpunkten, darunter allein zehn Tore, in 19 Playoff-Einsätzen hatte Stewart einen maßgeblichen Anteil am Titelgewinn. Seine Leistungen bescherten ihm im Sommer 1999 ein Vertragsangebot der Florida Panthers aus der NHL, das der Free Agent annahm.
In Diensten der Panthers gelang es ihm erstmals in seiner Karriere sich in der NHL zu behaupten. Er absolvierte 65 Spiele und verbuchte dabei 16 Punkte, ohne in den Minor Leagues zum Einsatz gekommen zu sein. Dennoch ließ in Florida für den bevorstehenden NHL Expansion Draft 2000 ungeschützt, sodass ihn dort die neu gegründeten Minnesota Wild auswählten. In der Premierensaison des jungen Franchises stand der Offensivspieler ebenfalls im Stammkader. Nachdem er im saisonvorbereitenden Trainingslager auf die Spielzeit 2001/02 jedoch eine schwere Gehirnerschütterung erlitten hatte, die dazu führte, dass er die gesamte Saison ausfiel, beendete der 30-Jährige Ende Juni 2002 seine Karriere vorzeitig.
Zwischen 2002 und 2004 sowie in der Saison 2006/07 war Stewart als Assistenztrainer bei seinem Ex-Team Houston Aeros tätig, die mittlerweile am Spielbetrieb der American Hockey League teilnahmen.

## Erfolge und Auszeichnungen
- 1992 CCHA-Meisterschaft mit der University of Michigan
- 1999 Turner-Cup-Gewinn mit den Houston Aeros

## Karrierestatistik
(Legende zur Spielerstatistik: Sp oder GP = absolvierte Spiele; T oder G = erzielte Tore; V oder A = erzielte Assists; Pkt oder Pts = erzielte Scorerpunkte; SM oder PIM = erhaltene Strafminuten; +/− = Plus/Minus-Bilanz; PP = erzielte Überzahltore; SH = erzielte Unterzahltore; GW = erzielte Siegtore; 1 Play-downs/Relegation; Kursiv: Statistik nicht vollständig)